# Ылыпынар
Ылыпынар (тур. Ilıpınar, буквально «тёплый источник») — название холма на месте древнего поселения (телля) в окрестностях озера Изник (Турция). Представляет собой холм высотой от 5 до 7 метров и диаметром около 200 метров. Место было населено начиная с эпохи позднего неолита и до раннего византийского периода.
Раскопки Ылыпынара проводила группа археологов Нидерландского института в Стамбуле под руководством Якоба Родденберга.
Посёлок был основан вблизи от родника. Он состоял из чуть более десяти прямоугольных домов площадью около 30 м², без внутренних стенок. С течением времени посёлок разрастался, в результате чего возникла сложная сеть улиц между домами.
Дома представляли собой мазанки (плетёные конструкции, обмазанные глиной), их каркас составляли шесты толщиной до 10 см. Среди домов попадались и другие, со стенами из саманного кирпича, однако со временем такие дома встречались всё реже и реже. Под некоторыми домами также сооружались деревянные основания для защиты от влаги. Необычно то, что внутри домов обычно располагались загоны для скота и складские помещения, тогда как печи всегда располагались снаружи здания.
На более поздних этапах на смену мазанкам постепенно приходят стены из саманного кирпича. Площадь основания этих зданий составляет в среднем 16 м², они были двухэтажными. На юго-западе и северо-западе археологического телля подобные здания были расположены на открытой местности. Геохимический анализ показывает, что в них по крайней мере периодически содержался скот.
По окончании этой фазы последовал короткий провал, в течение которого место не было населено, после чего возникло поселение с углублёнными в землю сезонными жилищами.